# Merchants of Doubt
Merchants of Doubt (Handlarze złudzeń) – książka z dziedziny literatury faktu z 2010 r. napisana przez amerykańskich historyków nauki Naomi Oreskes i Erika M. Conwaya. W książce przedstawione są kontrowersje związane z globalnym ociepleniem, paleniem tytoniu, kwaśnymi deszczami, DDT i dziurą ozonową. Oreskes i Conway twierdzą, że podstawową strategią tych, którzy w każdym z tych przypadków sprzeciwiali się podejmowaniu działań, było „podtrzymywanie kontrowersji” poprzez rozpowszechnianie wątpliwości oraz robienie zamieszania po tym, jak został osiągnięty konsensus naukowy. W szczególności wskazują na Freda Seitza, Freda Singera i kilku innych naukowców, którzy połączyli swoje siły z konserwatywnymi think-tankami i prywatnymi korporacjami, by stawić czoła naukowemu konsensusowi w wielu współczesnych kwestiach.
Instytut Marshalla i Fred Singer, którzy zostali opisani w książce, ocenili ją krytycznie, jednak większość recenzentów oceniła książkę pozytywnie. Jeden z recenzentów napisał, że Merchants of Doubt jest oparta na szerokich badaniach oraz dobrze udokumentowana i może być jedną z najważniejszych książek 2010 r. Inny krytyk widział ją jako najlepszą książkę naukową 2010 r. Książka stała się podstawą do nakręcenia w 2014 r. filmu Handlarze złudzeń.

## Tematyka

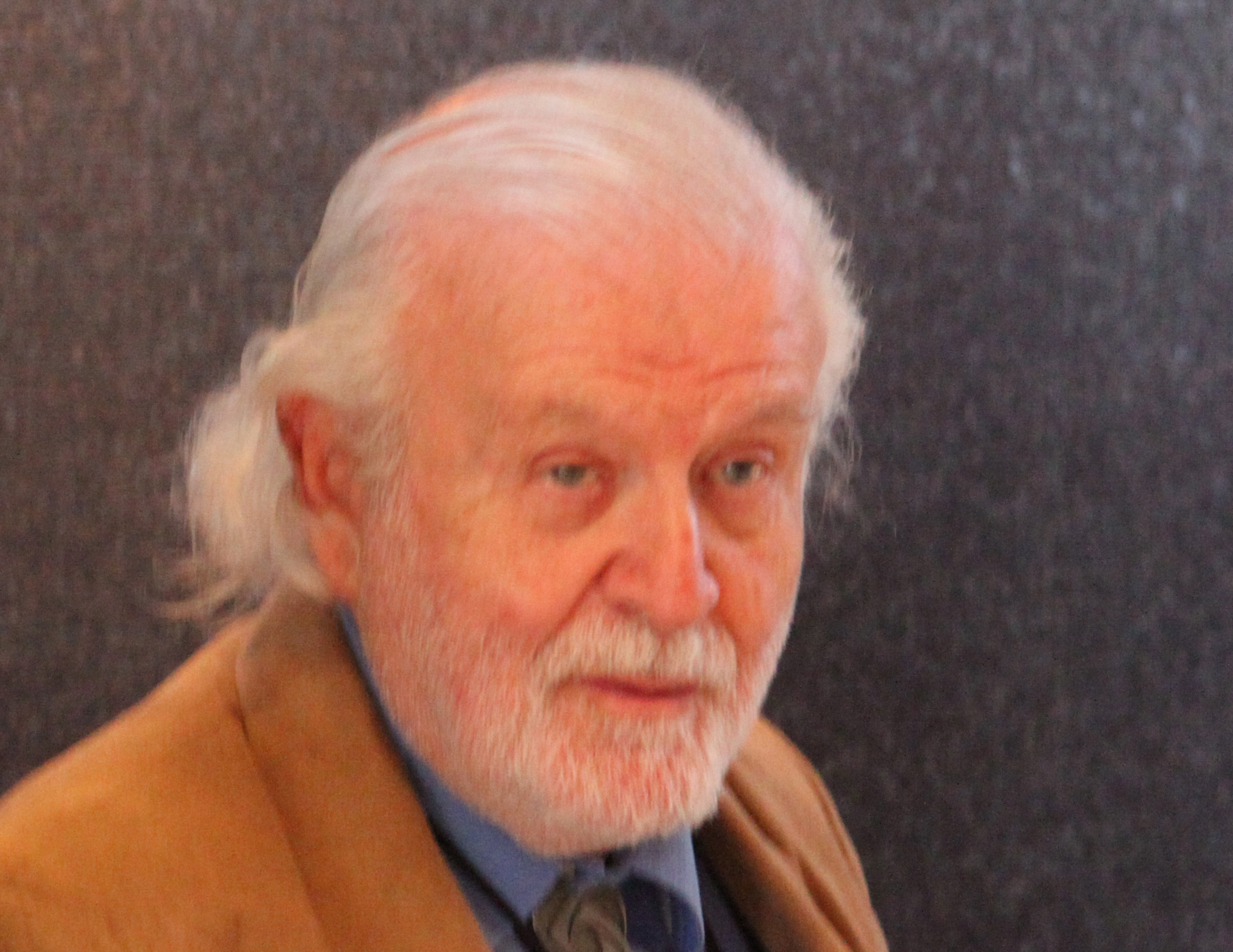
Fred Singer (2011), jeden z głównym oponentów regulacji emisji gazów cieplarnianych.

Oreskes i Conway twierdzą, że niewielka liczba konserwatywnych naukowców amerykańskich mających silne związki z poszczególnymi gałęziami przemysłu „odegrała nieproporcjonalnie dużą rolę w debatach dotyczących kontrowersyjnych pytań”. Autorzy stwierdzają, że było „celowe zaciemnienie” kwestii, które miały wpływ na stanowisko opinii publicznej w kwestii globalnego ocieplenia i wynikających z tego regulacji.
Książka krytykuje tzw. handlarzy złudzeń, niektóre osoby dominujące na amerykańskiej scenie naukowej, w tym przede wszystkim Billa Nierenberga, Freda Seitza, and Freda Singera. Wszyscy trzej są fizykami: Singer m.in. zajmował się inżynierią rakietową, podczas gdy dwaj pozostali uczestniczyli w projektach związanych z bombą atomową. Naukowcy ci wykazali aktywność przy takich tematach jak kwaśne deszcze, palenie tytoniu, globalne ocieplenie i pestycydy. Książka stwierdza, że wskazani naukowcy podważali i rozwadniali istniejący naukowy konsensus w różnych dziedzinach, jak np. skutki palenia tytoniu, kwaśnych deszczów, istnienie dziury ozonowej czy antropogenicznego globalnego ocieplenia. Seitz i Singer byli zaangażowani w działalność takich amerykańskich organizacji jak The Heritage Foundation, Competitive Enterprise Institute czy George C. Marshall Institute. Finansowane przez korporacje i konserwatywne fundacje, organizacje te sprzeciwiały się różnym formom interwencji i regulacji. Książka podaje podobną taktykę stosowaną przez nie w każdym przypadku: „zdyskredytować naukę, rozprowadzić fałszywe informacje, zasiewać wątpliwości i niepewność”.
Książka stwierdza, że Seitz, Singer, Nierenberg i Robert Jastrow byli zaciekłymi antykomunistami i postrzegali regulacje rządowe jako krok w kierunku socjalizmu i komunizmu. Autorzy argumentują, że wraz z upadkiem Związku Radzieckiego szukali oni nowego wielkiego zagrożenia dla wolnego rynku i odnaleźli to zagrożenie w ochronie przyrody. Obawiali się, że nadmierna reakcja na problemy środowiskowe będzie prowadziła do znaczących interwencji rządowych na rynku oraz ograniczenie swobód ludzkich. Oreskes i Conway konkludują, że im dłużej odwlekane są interwencje, tym problem staje się większy i jest znacznie bardziej prawdopodobne, że rząd będzie musiał podjąć radykalne działania, których właśnie obawiają się fundamentaliści wolnego rynku.
Autorzy wyrażali także powątpiewanie w zdolność mediów do odróżniania błędnych przekonań od prawd naukowych. Oreskes i Conway stwierdzają: „mała grupka ludzi może mieć duży, negatywny wpływ na sytuację, w szczególności jeśli jest dobrze zorganizowana, zdeterminowana i ma dostęp do władzy”.

## Autorzy

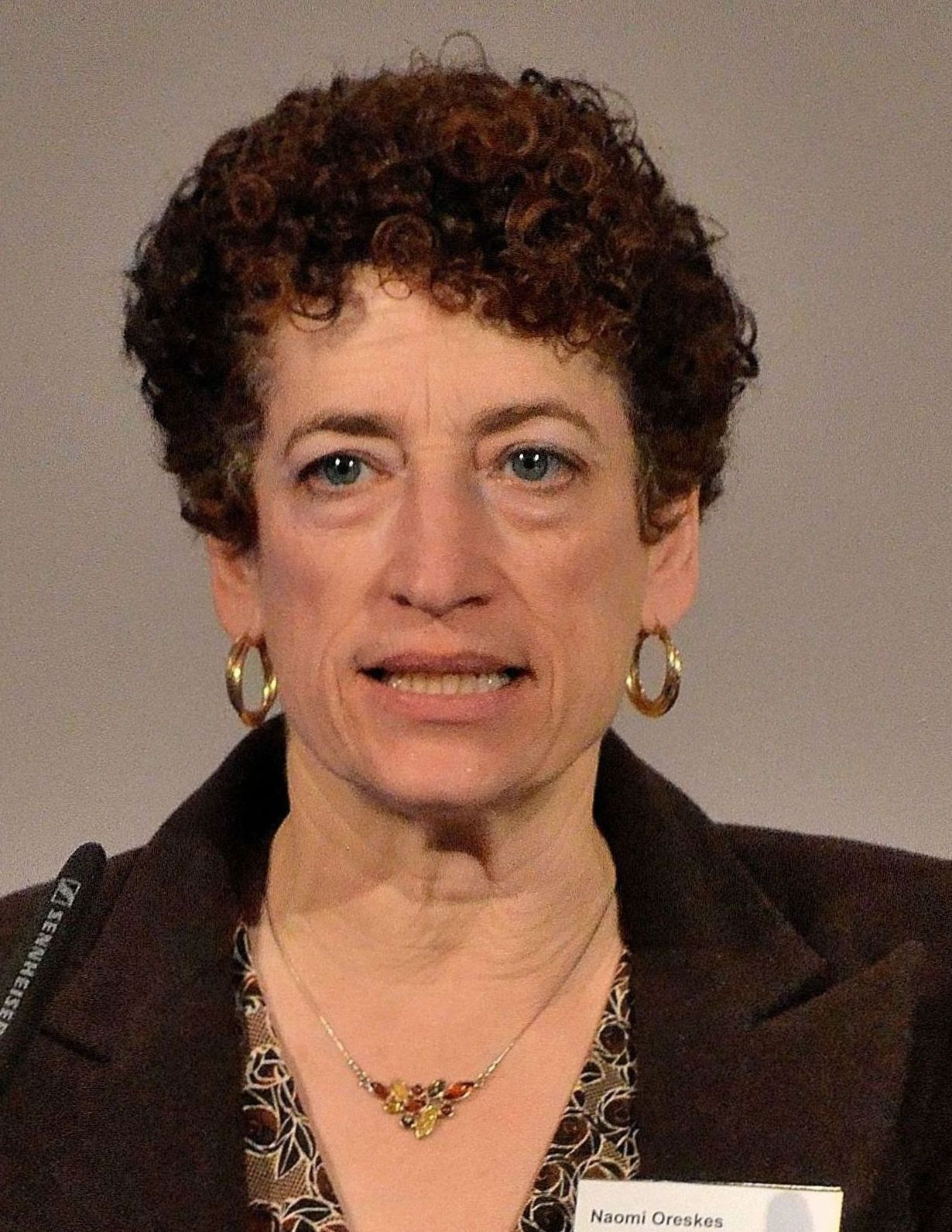
Naomi Oreskes (2015), współautorka Merchants of Doubt.

Naomi Oreskes jest profesorem historii nauki na Uniwersytecie Harvarda. Z wykształcenia jest geologiem, obroniła doktorat z dziedziny badań geologicznych i historii nauki. Na jej pracę zwrócono uwagę gdy w 2004 roku opublikowała artykuł „The Scientific Consensus on Climate Change” w piśmie Science.
Erik M. Conway jest historykiem w Jet Propulsion Laboratory(NASA) w Kalifornijskim Instytucie Technologii (Caltech).